# Happiness Begins Tour
Happiness Begins Tour é a décima turnê dos Jonas Brothers e que promove seu quinto álbum de estúdio, Happiness Begins (2019/). A turnê começou no dia 7 de agosto de 2019, em Miami, Flórida, na American Airlines Arena, e foi concluída no dia 22 de fevereiro de 2020, em Paris, na França, na AccorHotels Arena.

## Antecedentes e anúncio
Em 30 de abril de 2019, a banda e os locais provocaram a frase "Happiness Begins tomorrow", sugerindo uma turnê. Em 1º de maio de 2019, a banda anunciou oficialmente sua primeira grande turnê em dez anos. Atualmente, incluindo mais de 74 concertos na América do Norte e 16 concertos na Europa. Bebe Rexha e Jordan McGraw farão as performances de abertura na América do Norte. Em 7 de maio de 2019, shows extras foram adicionados em Los Angeles, Nova York, Toronto e Chicago, devido a alta demanda na compra dos ingressos. Devido a grande procura, em 10 de maio de 2019, 23 novas datas foram adicionadas. Em 30 de maio de 2019, shows adicionais foram adicionados na Cidade do México e Monterrey, devido à alta demanda de ingressos que foram vendidos em um dia.
Em 6 de junho de 2019, a banda acrescentou uma data extra em Londres, na Wembley Arena. Em 10 de junho de 2019, mais shows foram adicionados nas cidades norte-americanas de Albany, University Park, Cincinnati e Birmingham, bem como um segundo show em Inglewood.

## Repertório
Este set list é do show de abertura realizado em Miami. Não pretende representar todos os shows da turnê.
1. "Rollercoaster"
2. "S.O.S"
3. "Cool"
4. "Only Human"
5. "Strangers"
6. "That's Just the Way We Roll"
7. "Fly With Me"
8. "Used To Be"
9. "Hesitate"
10. "Gotta Find You"
11. "Fan Request"
12. "Jealous"
13. "Cake by the Ocean"
14. "Comeback"
15. "When You Look Me in the Eyes"
16. "I Believe"
17. "Mandy" / "Paranoid" / "Got Me Going Crazy" / "Play My Music" / "World War III" / "Hold On" / "Tonight"
18. "Lovebug"
19. "Year 3000"
20. "Burnin' Up"
21. "Sucker"

## Datas
| Data                 | Cidade           | País             | Local                                  | Show de Abertura         |
| América do Norte     | América do Norte | América do Norte | América do Norte                       | América do Norte         |
| -------------------- | ---------------- | ---------------- | -------------------------------------- | ------------------------ |
| Junho 1 de 2019      | Carson           | Estados Unidos   | Dignity Health Sports Park             | Festival                 |
| Europa               |                  |                  |                                        |                          |
| Junho 8 de 2019      | Londres          | Reino Unido      | Estádio de Wembley                     | Festival                 |
| América do Norte     |                  |                  |                                        |                          |
| Junho 14 de 2019     | Wantagh          | Estados Unidos   | Northwel Health at Jones Beach Theater | Festival                 |
| Junho 16 de 2019     | Mansfield        | Estados Unidos   | Xfinity Center                         | Festival                 |
| Agosto 7 de 2019     | Miami            | Estados Unidos   | American Airlines Arena                | Bebe Rexha Jordan McGraw |
| Agosto 9 de 2019     | Orlando          | Estados Unidos   | Amway Center                           | Bebe Rexha Jordan McGraw |
| Agosto 10 de 2019    | Tampa            | Estados Unidos   | Amalie Arena                           | Bebe Rexha Jordan McGraw |
| Agosto 12 de 2019    | Atlanta          | Estados Unidos   | Infinite Energy Arena                  | Jordan McGraw            |
| Agosto 14 de 2019    | Raleigh          | Estados Unidos   | PNC Arena                              | Bebe Rexha Jordan McGraw |
| Agosto 15 de 2019    | Washington, D.C. | Estados Unidos   | Capital One Arena                      | Bebe Rexha Jordan McGraw |
| Agosto 17 de 2019    | Boston           | Estados Unidos   | TD Garden                              | Bebe Rexha Jordan McGraw |
| Agosto 18 de 2019    | Filadélfia       | Estados Unidos   | Wells Fargo Center                     | Bebe Rexha Jordan McGraw |
| Agosto 19 de 2019    | Albany           | Estados Unidos   | Times Union Center                     | Bebe Rexha Jordan McGraw |
| Agosto 21 de 2019    | Uncasville       | Estados Unidos   | Mohegan Sun Arena                      | Bebe Rexha Jordan McGraw |
| Agosto 23 de 2019    | Toronto          | Canadá           | Scotiabank Arena                       | Bebe Rexha Jordan McGraw |
| Agosto 24 de 2019    | Toronto          | Canadá           | Scotiabank Arena                       | Bebe Rexha Jordan McGraw |
| Agosto 27 de 2019    | Buffalo          | Estados Unidos   | KeyBank Center                         | Bebe Rexha Jordan McGraw |
| Agosto 29 de 2019    | Nova Iorque      | Estados Unidos   | Madison Square Garden                  | Bebe Rexha Jordan McGraw |
| Agosto 30 de 2019    | Nova Iorque      | Estados Unidos   | Madison Square Garden                  | Bebe Rexha Jordan McGraw |
| Agosto 31 de 2019    | Hershey          | Estados Unidos   | Hersheypark Stadium                    | Bebe Rexha Jordan McGraw |
| Setembro 3 de 2019   | Pittsburgh       | Estados Unidos   | PPG Paints Arena                       | Bebe Rexha Jordan McGraw |
| Setembro 4 de 2019   | State College    | Estados Unidos   | Bryce Jordan Center                    | Bebe Rexha Jordan McGraw |
| Setembro 5 de 2019   | Columbus         | Estados Unidos   | Schottenstein Center                   | Bebe Rexha Jordan McGraw |
| Setembro 7 de 2019   | Detroit          | Estados Unidos   | Little Caesars Arena                   | Bebe Rexha Jordan McGraw |
| Setembro 8 de 2019   | Grand Rapids     | Estados Unidos   | Van Andel Arena                        | Bebe Rexha Jordan McGraw |
| Setembro 10 de 2019  | Nashville        | Estados Unidos   | Bridgestone Arena                      | Bebe Rexha Jordan McGraw |
| Setembro 11 de 2019  | Cincinnati       | Estados Unidos   | U.S. Bank Arena                        | Bebe Rexha Jordan McGraw |
| Setembro 13 de 2019  | Indianápolis     | Estados Unidos   | Bankers Life Fieldhouse                | Bebe Rexha Jordan McGraw |
| Setembro 14 de 2019  | St. Louis        | Estados Unidos   | Enterprise Center                      | Bebe Rexha Jordan McGraw |
| Setembro 16 de 2019  | Saint Paul       | Estados Unidos   | Xcel Energy Center                     | Bebe Rexha Jordan McGraw |
| Setembro 17 de 2019  | Milwaukee        | Estados Unidos   | Fiserv Forum                           | Bebe Rexha Jordan McGraw |
| Setembro 19 de 2019  | Chicago          | Estados Unidos   | United Center                          | Bebe Rexha Jordan McGraw |
| Setembro 20 de 2019  | Chicago          | Estados Unidos   | United Center                          | Bebe Rexha Jordan McGraw |
| Setembro 22 de 2019  | Kansas City      | Estados Unidos   | Sprint Center                          | Bebe Rexha Jordan McGraw |
| Setembro 25 de 2019  | Dallas           | Estados Unidos   | American Airlines Center               | Bebe Rexha Jordan McGraw |
| Setembro 26 de 2019  | Houston          | Estados Unidos   | Toyota Center                          | Jordan McGraw            |
| Setembro 27 de 2019  | San Antonio      | Estados Unidos   | AT&T Center                            | Jordan McGraw            |
| Setembro 29 de 2019  | Tulsa            | Estados Unidos   | BOK Center                             | Bebe Rexha Jordan McGraw |
| Outubro 1 de 2019    | Denver           | Estados Unidos   | Pepsi Center                           | Bebe Rexha Jordan McGraw |
| Outubro 3 de 2019    | Salt Lake City   | Estados Unidos   | Vivint Smart Home Arena                | Bebe Rexha Jordan McGraw |
| Outubro 5 de 2019    | Phoenix          | Estados Unidos   | Talking Stick Resort Arena             | Bebe Rexha Jordan McGraw |
| Outubro 6 de 2019    | Anaheim          | Estados Unidos   | Honda Center                           | Bebe Rexha Jordan McGraw |
| Outubro 8 de 2019    | São Francisco    | Estados Unidos   | Chase Center                           | Bebe Rexha Jordan McGraw |
| Outubro 11 de 2019   | Vancouver        | Canadá           | Rogers Arena                           | Bebe Rexha Jordan McGraw |
| Outubro 12 de 2019   | Tacoma           | Estados Unidos   | Tacoma Dome                            | Bebe Rexha Jordan McGraw |
| Outubro 13 de 2019   | Sacramento       | Estados Unidos   | Golden 1 Center                        | Bebe Rexha Jordan McGraw |
| Outubro 17 de 2019   | San Diego        | Estados Unidos   | Pechanga Arena                         | Bebe Rexha Jordan McGraw |
| Outubro 18 de 2019   | Las Vegas        | Estados Unidos   | MGM Grand Las Vegas                    | Bebe Rexha Jordan McGraw |
| Outubro 20 de 2019   | Los Angeles      | Estados Unidos   | Hollywood Bowl                         | Bebe Rexha Jordan McGraw |
| Outubro 21 de 2019   | Los Angeles      | Estados Unidos   | Hollywood Bowl                         | Bebe Rexha Jordan McGraw |
| Outubro 27 de 2019   | Monterrei        | México           | Auditorio Citibanamex                  | Bebe Rexha Jordan McGraw |
| Outubro 28 de 2019   | Monterrei        | México           | Auditorio Citibanamex                  | Bebe Rexha Jordan McGraw |
| Outubro 30 de 2019   | Cidade do México | México           | Palacio de los Deportes                | Bebe Rexha Jordan McGraw |
| Outubro 31 de 2019   | Cidade do México | México           | Palacio de los Deportes                | Bebe Rexha Jordan McGraw |
| Novembro 2 de 2019   | Guadalajara      | México           | Arena VFG                              | Bebe Rexha Jordan McGraw |
| Novembro 12 de 2019  | Nova Orleães     | Estados Unidos   | Smoothie King Center                   | Bebe Rexha Jordan McGraw |
| Novembro 13 de 2019  | Birmingham       | Estados Unidos   | Legacy Arena                           | Bebe Rexha Jordan McGraw |
| Novembro 15 de 2019  | Sunrise          | Estados Unidos   | BB&T Center                            | Bebe Rexha Jordan McGraw |
| Novembro 17 de 2019  | Jacksonville     | Estados Unidos   | VyStar Veteran Memorial Arena          | Bebe Rexha Jordan McGraw |
| Novembro 19 de 2019  | Duluth           | Estados Unidos   | Infinite Energy Arena                  | Bebe Rexha Jordan McGraw |
| Novembro 20 de 2019  | Charlotte        | Estados Unidos   | Spectrum Center                        | Bebe Rexha Jordan McGraw |
| Novembro 22 de 2019  | Newark           | Estados Unidos   | Prudential Center                      | Bebe Rexha Jordan McGraw |
| Novembro 23 de 2019  | Brooklyn         | Estados Unidos   | Barclays Center                        | Bebe Rexha Jordan McGraw |
| Novembro 24 de 2019  | Boston           | Estados Unidos   | TD Garden                              | Bebe Rexha Jordan McGraw |
| Novembro 26 de 2019  | Toronto          | Canadá           | Scotiabank Arena                       | Bebe Rexha Jordan McGraw |
| Novembro 27 de 2019  | Montreal         | Canadá           | Centre Bell                            | Bebe Rexha Jordan McGraw |
| Novembro 29 de 2019  | Atlantic City    | Estados Unidos   | Boardwalk Hall                         | Bebe Rexha Jordan McGraw |
| Novembro 30 de 2019  | Baltimore        | Estados Unidos   | Royal Farms Arena                      | Bebe Rexha Jordan McGraw |
| Dezembro 3 de 2019   | Rosemont         | Estados Unidos   | Allstate Arena                         | Bebe Rexha Jordan McGraw |
| Dezembro 4 de 2019   | Omaha            | Estados Unidos   | CHI Health Center Omaha                | Bebe Rexha Jordan McGraw |
| Dezembro 6 de 2019   | Dallas           | Estados Unidos   | American Airlines Center               | Bebe Rexha Jordan McGraw |
| Dezembro 7 de 2019   | Austin           | Estados Unidos   | Frank Erwin Center                     | Bebe Rexha Jordan McGraw |
| Dezembro 10 de 2019  | Phoenix          | Estados Unidos   | Talking Stick Resort Arena             | Bebe Rexha Jordan McGraw |
| Dezembro 12 de 2019  | Oakland          | Estados Unidos   | Oracle Arena                           | Bebe Rexha Jordan McGraw |
| Dezembro 14 de 2019  | Los Angeles      | Estados Unidos   | The Forum                              | Bebe Rexha Jordan McGraw |
| Dezembro 15 de 2019  | Los Angeles      | Estados Unidos   | The Forum                              | Bebe Rexha Jordan McGraw |
| Caribe               |                  |                  |                                        |                          |
| Dezembro 30 de 2019  | Nassau           | Bahamas          | The Cove Atlantis                      |                          |
| Europa               |                  |                  |                                        |                          |
| Janeiro 29 de 2020   | Birmingham       | Reino Unido      | Arena Birmingham                       | TBA                      |
| Janeiro 31 de 2020   | Dublin           | Irlanda          | 3Arena                                 | TBA                      |
| Fevereiro de 2020    | Londres          | Reino Unido      | The O2 Arena                           | TBA                      |
| Fevereiro 3 de 2020  | Londres          | Reino Unido      | SSE Arena, Wembley                     | TBA                      |
| Fevereiro 5 de 2020  | Glasgow          | Reino Unido      | SSE Hydro                              | TBA                      |
| Fevereiro 6 de 2020  | Manchester       | Reino Unido      | Manchester Arena                       | TBA                      |
| Fevereiro 8 de 2020  | Antwerp          | Bélgica          | Lotto Arena                            | TBA                      |
| Fevereiro 10 de 2020 | Berlim           | Alemanha         | Mercedes-Benz Arena                    | TBA                      |
| Fevereiro 11 de 2020 | Colônia          | Alemanha         | Lanxess Arena                          | TBA                      |
| Fevereiro 13 de 2020 | Zurique          | Suíça            | Hallenstadion                          | TBA                      |
| Fevereiro 14 de 2020 | Assago           | Itália           | Mediolanum Forum                       | TBA                      |
| Fevereiro 16 de 2020 | Madrid           | Espanha          | WiZink Center                          | TBA                      |
| Fevereiro 17 de 2020 | Barcelona        | Espanha          | Palau Sant Jordi                       | TBA                      |
| Fevereiro 18 de 2020 | Pérols           | França           | Sud de France Arena                    | TBA                      |
| Fevereiro 20 de 2020 | Amesterdão       | Países Baixos    | Ziggo Dome                             | TBA                      |
| Fevereiro 22 de 2020 | Paris            | França           | AccorHotels Arena                      | TBA                      |